# Corticarina australis
Corticarina australis is een keversoort uit de familie schimmelkevers (Latridiidae). De wetenschappelijke naam van de soort werd in 1891 gepubliceerd door Thomas Blackburn.